# San Román de los Montes
San Román de los Montes è un comune spagnolo di 1 855 abitanti situato nella comunità autonoma di Castiglia-La Mancia.